# Velika Ivanča
Koordinaten: 44° 25′ 24,2″ N, 20° 35′ 31,4″ O
Velika Ivanča (serbisch-kyrillisch Велика Иванча) ist eine Gemeinde in Serbien. Sie befindet sich in der Belgrader Vorstadtgemeinde Mladenovac.
Der höchste Berg in der Umgebung von Belgrad, der Kosmaj, grenzt im Norden an Velika Ivanča.
Am 9. April 2013 erschoss ein 60-jähriger Bewohner beim Amoklauf von Velika Ivanča 13 Verwandte und Nachbarn. Anschließend wollte er Selbstmord begehen, was jedoch misslang.

## Bevölkerung
1991 hatte die Gemeinde 1991 Einwohner, beim Zensus 2002 wurde eine Bevölkerung von 1796 festgestellt und 2011 betrug die Einwohnerzahl 1532 Personen.